# Gunārs Kūtris
Gunārs Kūtris (ur. 12 listopada 1960 w miejscowości Liepna w Łatgalii) – łotewski kryminolog i specjalista ds. prawa konstytucyjnego, w kadencji 2007–2014 szef Sądu Konstytucyjnego, w latach 2014–2018 i od 2022 poseł na Sejm XII i XIV kadencji.

## Życiorys
W 1983 roku ukończył studia prawnicze na Łotewskim Uniwersytecie Państwowym (LVU), jednak stopień magistra uzyskał w 1994 roku. Kształcił się także w USA oraz Japonii, uczestniczył w konferencjach naukowych, był współautorem artykułów naukowych.
W latach 1982–1985 pracował jako szef Laboratorium Kryminologicznego Wydziału Prawa LVU, zaś od 1985 roku jako lektor Katedry Prawa Kryminalnego tego samego wydziału. W latach 1990–1996 był wyższym prokuratorem Wydziału Metodyki Prokuratury Generalnej, zaś później dyrektorem Policji Finansowej Państwowej Służby Dochodów (VID). Od 2001 do 2004 sprawował funkcję wiceministra sprawiedliwości, po czym został sędzią Sądu Konstytucyjnego. W 2006 objął funkcję wiceprzewodniczącego tego sądu, zaś rok później przewodniczącego. Jego kadencja zakończyła się w 2014.
W 2014 zaangażował się w działalność polityczną, wiążąc się z ugrupowaniem Od Serca dla Łotwy (NSL), z ramienia którego został posłem na Sejm XII kadencji. Wybrano go zastępcą przewodniczącego frakcji NSL, a także sekretarzem Sejmu.
W wyborach w 2015 był początkowo kandydatem na urząd prezydenta jako kandydat NSL, jednak ostatecznie wycofał swoją kandydaturę. Pod koniec kadencji wystąpił z frakcji NSL. W wyborach w 2018 bez powodzenia ubiegał się o reelekcję z ramienia Związku Zielonych i Rolników. Z  rekomendacji ZZS wybrano go do Sejmu XIV kadencji w wyborach w 2022. We wrześniu 2023 roku wysunięto jego kandydaturę na urząd przewodniczącego Sejmu XIV kadencji z ramienia ZZS, jednak ostatecznie Sejm odmówił powołania go na to stanowisko.
Jest autorem ponad 70 publikacji z dziedziny kryminologii, a także prawa konstytucyjnego.

## Źródła
- Gunārs Kūtris. Satversmes tiesas priekšsēdētājs. satv.tiesa.gov.lv. [dostęp 2023-09-20]. (łot.).